# Панайотіс Фіссас
Панайотіс Фіссас (грец. Παναγιώτης Φύσσας), іноді Такіс Фіссас (грец. Τάκης Φύσσας, 23 червня 1973, Афіни) — колишній грецький футболіст на позиції лівого захисника і гравець національної футбольної збірної Греції, в тому числі і на Чемпіонаті Європи 2004 року, де став чемпіоном Європи. Нині — технічний директор грецької федерації футболу.

## Досягнення
Паніоніс
- Кубок Греції: 1998

Бенфіка
- Кубок Португалії з футболу: 2004
- Чемпіон Португалії: 2004

Гарт оф Мідлотіан
- Кубок Шотландії з футболу: 2006

 Греція
- Чемпіон Європи: 2004.